# Euphyia torpidaria
Euphyia torpidaria là một loài bướm đêm trong họ Geometridae.